# Simulium venator
Simulium venator es una especie de insecto del género Simulium, familia Simuliidae, orden Diptera.

## Distribución
Se distribuye por Estados Unidos.

## Taxonomía
Fue descrita científicamente por Dyar & Shannon, 1927.  Fue publicada en The North American two-winged flies of the family Simuliidae. 69(10)[2636], 54 pp, 7 pls..